# Tony Daley
Anthony "Tony" Mark Daley (* 18. Oktober 1967 in Birmingham) ist ein ehemaliger englischer Fußballspieler. Zwischen 1991 und 1992 bestritt er sieben Länderspiele für England und stand im englischen Kader der Fußball-Europameisterschaft 1992 in Dänemark. 

## Karriere

### Aston Villa (1985–1994)
Tony Daley debütierte am 20. April 1985 im Alter von 17 Jahren für seinen Heimatverein Aston Villa in der Football League First Division 1984/85. Der schnelle Flügelspieler erspielte sich in den folgenden beiden Spielzeiten einen Stammplatz beim Europapokalsieger von 1982. 1986/87 stieg Daley (33 Spiele/3 Tore) mit Villa als Tabellenletzter in die zweite Liga ab. Dafür erreichte der Verein in der Second Division den direkten Wiederaufstieg als Vizemeister hinter dem FC Millwall. Nach einem knapp erreichten Klassenerhalt in der Saison 1988/89 gewann das Team um David Platt und Tony Daley (29 Spiele/5 Treffer) 1989/90 die Vizemeisterschaft hinter dem FC Liverpool und qualifizierte sich so für den Europapokal. Im UEFA-Pokal 1990/91 scheiterte Villa in der zweiten Runde mit 2:0 und 0:3 am späteren Titelträger Inter Mailand. Eine erneute Vizemeisterschaft erreichte der Verein in der neu eingeführten Premier League 1992/93 hinter Manchester United. Nach einem Zweitrundenaus im UEFA-Pokal 1993/94 (1:1 und 0:1 gegen Deportivo La Coruña) zog Villa in das Finale des englischen Ligapokal 1993/94 ein. Im Finale vor 77.231 Zuschauern in Wembley bezwang die Mannschaft von Trainer Ron Atkinson Manchester United nach Toren von Dalian Atkinson und Dean Saunders (zweifach) mit 3:1. Tony Daley kam über 90. Minuten zum Einsatz und feierte den ersten Titelgewinn seiner Karriere.

### Weitere Stationen (1994–2002)
Am 6. Juni 1994 wechselte der 26-jährige Tony Daley für £1.250.000 zu den vom Ex-Nationaltrainer Graham Taylor trainierten Wolverhampton Wanderers. Für den Zweitligisten bestritt er bis 1998 jedoch lediglich einundzwanzig Ligaspiele, da ihn Verletzungen immer wieder vom Spielbetrieb fernhielten. In der Saison 1998/99 erzielte er ein Tor in zwölf Einsätzen für den FC Watford und stieg mit seiner Mannschaft durch ein 2:0 im Play-off-Finale gegen die Bolton Wanderers in die Premier League auf. Daley hatte verletzungsbedingt jedoch erneut die Endphase der Saison verpasst. Nach weiteren Stationen beim FC Walsall und den unterklassigen Forest Green Rovers beendete er im Sommer 2002 seine Karriere.

### Englische Nationalmannschaft (1991–1992)
Tony Daley debütierte am 13. November 1991 in der Qualifikation zur EM 1992 gegen Polen in der englischen Nationalmannschaft. Nach vier Einsätzen in Vorbereitungsspielen wurde er vom Nationaltrainer Graham Taylor in den englischen EM-Kader berufen. Daley bestritt während der Fußball-Europameisterschaft 1992 in Schweden zwei Spiele gegen Dänemark (0:0) und Schweden (1:2) und schied mit England bereits nach der Vorrunde aus. In der Folgezeit bestritt er kein weiteres Länderspiel.

## Titel und Erfolge
- Englischer Vizemeister: 1990
- Englischer Vizemeister: 1993
- Ligapokalsieger: 1994 (3:1 gegen Manchester United)